# یادگیری

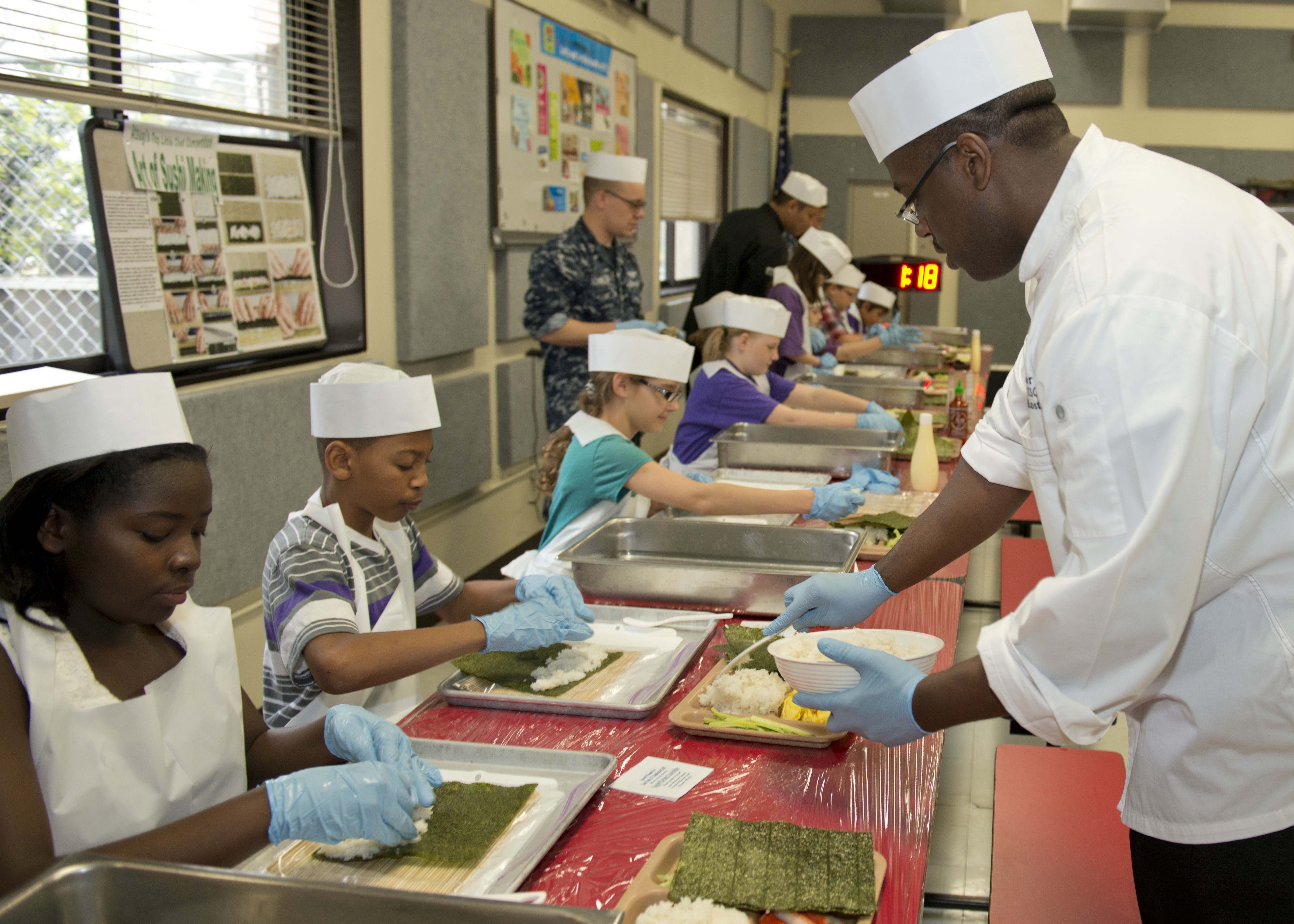
دانش آموزان یاد می گیرند که چگونه سوشی درست کنند و بغلتانند.

یادگیری کارکردی است که با آن، دانش، رفتارها، توانمندی‌ها یا انتخاب‌های نو یا موجود به ترتیب، درک یا تقویت و اصلاح می‌شوند، که شاید به یک تغییر بالقوه در ترکیب داده‌ها، عمق دانش، رویکرد یا رفتار نسبت به نوع و گسترهٔ تجارب منجر شود. توانایی یادگیری، در دسترس انسان‌ها، جنبندگان و گیاهان و انواعی از ماشین‌ها قرار دارد. روند یادگیری در طول زمان، هرم یادگیری را دنبال می‌نماید. یادگیری به صورت آنی انجام نمی‌شود، بلکه بر پایه دانسته‌های گذشته رشد می‌کند. بر همین پایه، دید ما یادگیری می‌تواند در راستای یک روند تعریف شود تا مجموعه‌ای از دانش شیوهٔ انجام و گزاره‌هایی بر مبنای واقعیت باشند. یادگیری، در نهایت به تغییراتی می‌انجامد که معمولاً دائمی هستند.
یادگیری در انسان می‌تواند بخشی از فرایند تحصیل، توسعه فردی، و تمرینات باشد که ممکن است هدفمند یا به وسیله انگیزش انجام شود. یادگیریِ از طریق مطالعه، از روند خواندن ذهن متمرکز و هوشیار و از اندیشه و تأمل دقیق در مورد آنچه خوانده می‌شود حاصل می‌گردد. در ادامه، یادگیری از طریق استفاده از آموخته‌ها و جستجوی استفاده‌های احتمالی از آموخته‌ها است با اینحال این یک حکم کلی است و مطالعهٔ اینکه یادگیری چگونه رخ می‌دهد بخشی از روان‌شناسی تربیتی، عصب روان‌شناسی، تئوری آموزش و علوم پرورشی می‌باشد. یادگیری ممکن است در نتیجهٔ خوگیری یا شرطی شدن کلاسیک (همان‌طور که در بسیاری از تیره‌های جنبندگان دیده شده‌است) انجام شود یا اینکه می‌تواند نتیجهٔ کارهای پیچیده‌ای نظیر بازی (که صرفاً در جنبندگان هوشمند دیده شده‌است) باشد.
یادگیری ممکن است خودآگاه یا ناخودآگاه انجام شود. یادگیری اینکه یک رویداد ناگوار، فرارناپذیر است و نمی‌شود از آن پیشگیری کرد درماندگی آموخته‌شده نامیده می‌شود. شواهدی وجود دارد که در انسان، در هنگام جنینی، یادگیری در ۳۲ هفته پس از باروری شروع می‌شود، که گویای این می‌تواند باشد که دستگاه عصبی مرکزی به اندازهٔ کافی توسعه یافته‌است و آماده است تا حافظه شروع به کار کند.
تعریف ارنست راپیکِت هیلگارد و مارکویز و جمعی از همکاران و روان شناسان از یادگیری اینگونه است: یادگیری عبارتست از تغییر نسبتاً پایدار در احساس، تفکر و رفتار فرد که بر اساس تجربه ایجاد شده باشد. رفتارگرایانی از قبیل جان واتسون و اسکینر که سرشت انسان را انعطاف‌پذیر می‌دانستند، معتقد بودند که در رشد، یادگیری نقش اصلی را ایفا می‌کند. چنان‌که آموزش اولیه می‌تواند صرف‌نظر از آنچه کودک از استعدادها، تمایلات، علاقه‌ها، توانایی‌ها، نژاد و اجداد به ارث برده، او را به هر نوع بزرگ‌سالی تبدیل کند. هرگنهان و السون (۲۰۰۵، ترجمهٔ سیف، ۱۳۸۵) گفته‌اند «یادگیری یکی از مهم‌ترین زمینه‌ها در روانشناسی امروز و در عین حال یکی از مشکل‌ترین مفاهیم برای تعریف کردن است». روان‌شناسی چون هانس، معتقد بودند آنچه که به نظر می‌رسد، تابع برنامه زیستی فطری است، می‌تواند تحت تأثیر رویدادهای محیطی قرار گیرد. مک‌گرا، دنیس، گزل و تامپسون معتقد بودند که یادگیری و تجربه در تفاوت‌های رشدی نقشی ندارند؛ با این حال پژوهش‌های اخیر نشان می‌دهند که تمرین یا تحریک بیش‌تر می‌تواند تا اندازه‌ای رفتارهای حرکتی را تسریع کند. هر یادگیری منجر به عملکرد نمی‌شود، چون افراد بسیاری از چیزها را می‌آموزند ولی امکان به کارگرفتن این آموخته‌ها برایشان پیش نمی‌آید.

## انواع یادگیری

### یادگیری غیرانتزاعی
یادگیری غیرانتزاعی به "تغییر نسبتاً دائمی در قدرت پاسخ به یک محرک تکی به دلیل تکرار متعرض شدن به آن محرک" اشاره دارد. این تعریف تغییراتی که به وسیله سازگاری حسی، خستگی یا آسیب ایجاد می‌شود را مستثنی می‌کند.
یادگیری غیرانتزاعی را می‌توان به دو بخش عادت‌سازی و حساس‌سازی تقسیم کرد.

#### عادت
عادت‌ مثالی از یادگیری غیرانتزاعی است که در آن یک یا چند جزء از پاسخ فطری (مانند احتمال پاسخ، مدت پاسخ) به یک محرک در هنگام تکرار آن محرک کاهش می‌یابد. بنابراین، باید عادت‌سازی را از انقراض تمییز داد که یک فرآیند انتزاعی است. به عنوان مثال در انقراض عامل، پاسخ کاهش می یابد زیرا دیگر پاداشی به دنبال ندارد. نمونه ای از عادت کردن را می توان در پرندگان آوازخوان کوچک مشاهده کرد - اگر یک جغد پرشده (یا شکارچی مشابه) در قفس گذاشته شود، پرندگان در ابتدا به آن واکنش نشان می دهند که گویی یک شکارچی واقعی است. به زودی پرندگان کمتر واکنش نشان می دهند و عادت نشان می دهند. اگر جغد پر شده دیگری معرفی شود (یا همان جغد برداشته شده و دوباره معرفی شود)، پرندگان دوباره به آن واکنش نشان می دهند که انگار یک شکارچی است و نشان می دهد که این فقط یک محرک بسیار خاص است که به آن عادت دارد (به عبارت دیگر، یک جغد ثابت و بی‌حرکت در یک مکان خاص).
فرآیند عادت‌ برای محرک‌هایی که با نرخ بالا رخ می‌دهند نسبت به محرک‌هایی که با نرخ پایین رخ می‌دهند و همچنین برای محرک‌های ضعیف و قوی به ترتیب سریع‌تر است. عادت‌ تقریباً در هر گونه حیوانی مشاهده شده است، همچنین در گیاه حساس میموزا پودیکا و پروتوزوآن بزرگ Stentor coeruleus نیز دیده شده است. این مفهوم در تقابل مستقیم با حساسیت قرار دارد.

#### حساس‌سازی
حساس‌سازی مثالی از یادگیری غیرهم‌ربط است که در آن تقویت تدریجی یک پاسخ پیرو دریافت‌های تکراری یک محرک اتفاق می‌افتد. این بر اساس این اصل است که یک واکنش دفاعی به یک محرک مانند عقب‌کشیدن یا فرار پس از تماس با یک محرک مخرب یا تهدید‌آمیز، قوی‌تر می‌شود. یک مثال روزمره از این مکانیسم، تحریک تونیک مکرر اعصاب محیطی است که در صورتی که یک شخص بازوی خود را به طور مداوم مالش دهد، رخ می‌دهد. پس از مدتی، این تحریک حساسیتی گرمایی ایجاد می‌کند که در نهایت ممکن است به درد تبدیل شود. این درد ناشی از یک پاسخ سیناپسی به تدریج تقویت شده اعصاب محیطی است.این پاسخ هشداری را ارسال می‌کند که تحریک آسیب‌زا است. حساس‌سازی فرایندی است که در پایه‌های یادگیری سازگار و غیرسازگار در سازمان بنیادی وجود دارد.

### یادگیری فعال
یادگیری فعال زمانی رخ می‌دهد که فرد کنترل تجربه یادگیری خود را به دست می‌گیرد. از آنجا که درک اطلاعات جنبه کلیدی یادگیری است، برای یادگیرندگان مهم است که درک خود را از آنچه می‌فهمند و آنچه نمی‌فهمند، تشخیص دهند. با انجام چنین کاری، آنها می‌توانند پیشرفت خود را در یادگیری موضوعات نظارت کنند. یادگیری فعال، فراگیران را تشویق می‌کند تا یک گفتگوی درونی داشته باشند که در آن درک‌ها را به صورت کلامی بیان می‌کنند. این و روش‌های فراشناختی دیگر می‌تواند به مرور به یک کودک آموزش داده شود. مطالعات در حوزه فراشناخت نقش ارزشمندی را در یادگیری فعال اثبات کرده‌اند و ادعا می‌کنند که یادگیری به طور معمول در سطح قوی‌تری رخ می‌دهد. علاوه بر این، زمانی فراگیران انگیزه بیشتری برای یادگیری دارند که نه تنها بر نحوه یادگیری خود بلکه بر آنچه که می آموزند نیز کنترل داشته باشند. یادگیری فعال یکی از ویژگی های کلیدی یادگیری دانش آموز محور است. برعکس، یادگیری غیرفعال و آموزش مستقیم از ویژگی های یادگیری معلم محور (یا آموزش سنتی) هستند.

### یادگیری همبسته
یادگیری همبسته فرایندی است که در آن فرد یا حیوان یک ارتباط بین دو محرک یا رویداد را یاد می‌گیرد. در شرطی‌سازی کلاسیک، یک محرک خنثی که قبلاً خنثی بود، به طور مکرر با یک محرک بازتاب‌دهنده جفت می‌شود تا اینکه در نهایت محرک خنثی به خودی خود پاسخی را برانگیزد. در شرطی سازی عملی، رفتاری که در حضور یک محرک تشویق یا تنبیه می شود، به احتمال بیشتر یا کمتر در حضور آن محرک رخ می‌دهد.

#### شرطی سازی عملی
شرطی سازی عملی روشی است که در آن رفتار را می توان بر اساس خواسته های مربی یا سرپرست فرد شکل داد یا تغییر داد. شرطی‌سازی عملی از این تفکر استفاده می‌کند که موجودات زنده به دنبال لذت هستند و از درد دوری می‌کنند و حیوان یا انسان می‌تواند از طریق دریافت پاداش یا مجازات در زمان خاصی به نام شرطی‌سازی ردیابی‌شده بیاموزد. شرطی سازی ردیابی‌شده، بازه زمانی کوتاه و ایده آل بین آزمودنی که رفتار مورد نظر را انجام می دهد و دریافت تقویت مثبت در نتیجه عملکرد خود است. پاداش باید بلافاصله پس از تکمیل رفتار مورد نظر داده شود.[
شرطی‌سازی عملی با شرطی‌سازی کلاسیک متفاوت است زیرا رفتار را نه تنها بر اساس رفلکس‌های بدنی که به طور طبیعی برای یک محرک خاص رخ می‌دهند، شکل می‌دهد، بلکه بر شکل‌دهی رفتار مورد نظر که نیاز به تفکر آگاهانه دارد و در نهایت نیازمند یادگیری است، تمرکز می‌کند.
تنبیه و تشویق دو روش اصلی شرط‌بندی عملی هستند. تنبیه برای کاهش رفتار ناخواسته استفاده می‌شود و در نهایت (از دید یادگیرنده) منجر به اجتناب از مجازات می‌شود، نه لزوماً اجتناب از رفتار ناخواسته. تنبیه روش مناسبی برای افزایش رفتار مطلوب در حیوانات یا انسان‌ها نیست. تنبیه را می‌توان به دو زیرگروه تقسیم کرد: تنبیه مثبت (ایجابی) و تنبیه منفی (سلبی). تنبیه مثبت زمانی رخ می‌دهد که یک جنبه ناخوشایند از زندگی یا شیء به موضوع افزوده می‌شود؛ به همین دلیل به آن تنبیه مثبت گفته می‌شود. به عنوان مثال، والدینی که فرزند خود را می‌زنند، تنبیه مثبت به شمار می‌آیند، زیرا ضربه به فرزند اضافه شده است. تنبیه منفی به عنوان برداشتن چیزی دوست‌داشتنی یا محبوب از موضوع تعریف می‌شود. به عنوان مثال، وقتی والدین فرزند خود را در حالت تنبیه قرار می‌دهند، در واقع فرزند دسترسی به بازی با دوستان خود را از دست می‌دهد و آزادی برای انجام آنچه که می‌خواهد، را از دست می‌دهد. در این مثال، تنبیه منفی حذف حقوق مطلوب فرزند برای بازی با دوستانش و غیره است.
در مقابل، تشویق برای افزایش رفتار مطلوب به وسیله تشویق منفی یا تشویق مثبت استفاده می‌شود. تشویق منفی به معنای برداشتن جنبه ناخوشایند از زندگی یا شیء است. به عنوان مثال، یک سگ ممکن است یاد بگیرد تا بنشیند هنگامی که مربی گوش هایش را می خراشد که در واقع خارش‌هایش را برطرف می‌کند (جنبه ناخوشایند). تشویق مثبت به عنوان افزودن جنبه دلخواه از زندگی یا شیء تعریف می‌شود. به عنوان مثال، یک سگ ممکن است یاد بگیرد تا بنشیند اگر او یک خوراکی دریافت کند. در این مثال، خوراکی به زندگی سگ اضافه شده است.

#### شرطی‌سازی کلاسیک
الگوی معمول برای شرطی‌سازی کلاسیک شامل جفت‌کردن مکرر یک محرک بدون‌شرط (که بدون تردید واکنش ناخودآگاهی را به وجود می‌آورد) با یک محرک دیگری که قبلاً بی‌طرف بود (که به طور عادی واکنش را به وجود نمی‌آورد) است. 
پس از شرطی‌سازی، واکنش هم به محرک بدون‌شرط و هم به محرک دیگری که هیچ ارتباط مستقیمی با آن وجود ندارد (اکنون به عنوان "محرک شرطی" شناخته می‌شود) رخ می‌دهد. واکنش به محرک شرطی به عنوان واکنش شرطی شناخته می‌شود. مثال کلاسیک، ایوان پاولف و سگ‌های او است. پاولف به سگ‌هایش پودر گوشت می‌داد که به طور طبیعی باعث ترشح بزاق سگ‌ها می‌شد -ترشح بزاق یک واکنش ناخودآگاه به پودر گوشت است. پودر گوشت محرک بدون‌شرط (US) و ترشح بزاق واکنش بدون‌شرط (UR) است. پاولف قبل از ارائه پودر گوشت زنگی را به صدا در آورد. اولین بار که پاولف زنگ را زد، محرک خنثی، بزاق سگ ها ترشح نشد، اما وقتی او پودر گوشت را در دهان آن‌ها قرار داد، شروع به ترشح بزاق کردند. پس از چندین جفت‌کردن زنگ و غذا، سگ‌ها یاد گرفتند که زنگ نشانه آن بود که غذا در راه است و هنگام شنیدن صدای زنگ شروع به ترشح بزاق کردند. پس از این اتفاق، زنگ به عنوان محرک شرطی (CS) و ترشح بزاق به زنگ به عنوان واکنش شرطی (CR) تبدیل شد. شرطی‌سازی کلاسیک در بسیاری از گونه‌ها مشاهده شده است. به عنوان مثال، در زنبورهای عسل در الگوی رفلکس اکستنشن پروبوسیس دیده می شود. اخیراً در گیاهان نخودباغی نیز مشاهده شده است.
یکی دیگر از افراد تأثیرگذار در دنیای شرطی‌سازی کلاسیک، جان بی واتسون است. کار واتسون بسیار تأثیرگذار بود و راه را برای رفتارگرایی رادیکال B.F. Skinner هموار کرد. رفتارگرایی (و فلسفه علم) واتسون در تضاد مستقیم با فروید و سایر گزارش‌هایی بود که عمدتاً بر درون‌نگری مبتنی بودند. دیدگاه واتسون این بود که روش درون نگر بیش از حد ذهنی است و ما باید مطالعه رشد انسانی را به رفتارهای قابل مشاهده مستقیم محدود کنیم. در سال 1913، واتسون مقاله "روانشناسی به عنوان دیدگاه های رفتارگرا" را منتشر کرد که در آن استدلال کرد که مطالعات آزمایشگاهی بهترین خدمت را به روانشناسی به عنوان یک علم ارائه می‌دهد. مشهورترین و بحث برانگیزترین آزمایش واتسون «آلبرت کوچک» بود، که نشان می‌دهد چگونه روانشناسان می‌توانند یادگیری هیجانی را از طریق اصول شرطی‌سازی کلاسیک توضیح دهند.

#### یادگیری بصری
یادگیری بصری یادگیری است که از طریق مشاهده رفتار دیگران اتفاق می افتد. شکلی از یادگیری اجتماعی است که بر اساس فرآیندهای گوناگون، اشکال گوناگونی به خود می گیرد. در انسان‌ها، به نظر می‌رسد این شکل از یادگیری برای رخ دادن نیازی به تقویت ندارد، اما در عوض به یک مدل اجتماعی مانند والدین، خواهر و برادر، دوست یا معلم با محیط اطراف نیاز دارد.

#### نقش پذیری (ایمپرینتینگ)
نقش پذیری (ایمپرینتینگ) نوعی یادگیری است که در یک مرحله خاص از زندگی رخ می‌دهد و به ظاهر مستقل از نتایج رفتاری است. در نقش فرزندی، حیوانات جوان، به ویژه پرندگان، با فرد دیگری یا در برخی موارد، یک شیء ارتباط برقرار می کنند، که آنها به آن پاسخی می دهند که به والدینشان پاسخ می دهند. در سال ۱۹۳۵، کنراد لورنز، جانورشناس اتریشی، کشف کرد که برخی پرندگان در صورتی که شیء صدا تولید کند، از آن پیروی و با آن ارتباط برقرار می‌کنند.

### بازی
بازی به طور کلی به رفتاری اشاره دارد که هدف خاصی ندارد، اما عملکرد در موقعیت‌های مشابه در آینده را بهبود می‌بخشد. این رفتار در بسیاری از جانوران وجود دارد و فقط محدود به انسان‌ها نیست اما بیشتر به پستانداران و پرندگان محدود می شود. 
مثلاً گربه‌ها در جوانی با توپ نخی بازی می‌کنند که به آنها تجربه گرفتن طعمه را می‌دهد. علاوه بر اشیای بی جان، حیوانات ممکن است با سایر اعضای گونه خود یا حیوانات دیگر، مانند نهنگ قاتل که با فوک هایی که صید کرده اند، بازی می‌کنند.
بازی هزینه قابل توجهی برای حیوانات دارد، مانند افزایش آسیب پذیری در برابر شکارچیان و خطر آسیب و شاید عفونت. همچنین این رفتار انرژی مصرف می‌کند، لذا باید منافع قابل توجهی برای بازی وجود داشته باشد تا این رفتار به چشم پرورش دیده شود. بازی معمولاً در حیوانات جوان‌تر دیده می‌شود که نشان‌دهنده پیوندی با یادگیری است. با این حال، ممکن است مزایای دیگری نیز داشته باشد که مستقیماً با یادگیری مرتبط نیست، به عنوان مثال بهبود آمادگی جسمانی. 
در انسان‌ها، بازی به عنوان شکلی از یادگیری، برای آموزش و توسعه کودکان بسیار مهم است. از طریق بازی، کودکان مهارت های اجتماعی مانند به اشتراک گذاشتن و همکاری را یاد می گیرند. کودکان مهارت های عاطفی مانند یادگیری مقابله با هیجان و  رفتارهای انگیزشی مثبت و کنترل احساسات را از طریق فعالیت های بازی فرا‌می‌گیرند. بازی همچنین به عنوان نوعی از یادگیری، رشد تفکر و مهارت های زبانی را در کودکان تسهیل می کند.
پنج نوع بازی عبارتند از:
1. بازی حسی حرکتی یا بازی عملکردی: که با تکرار یک فعالیت مشخص می شود.
2. بازی نقش آفرینی: که از سن سه سالگی آغاز می شود.
3. بازی مبتنی بر قوانین: که در آن کدهای رفتاری احترامی از اهمیت بالایی برخوردارند.
4. بازی ساخت و ساز: که شامل آزمایش و ساخت و ساز است.
5. بازی حرکتی یا بازی فیزیکی[۲۹]

این پنج نوع بازی به‌طور معمول با یکدیگر همپوشانی دارند. تمام انواع بازی ها باعث ایجاد مهارت های تفکر و حل مسئله در کودکان می شود. کودکان زمانی که از طریق بازی یاد می‌گیرند، توانایی فکری خلاقیت را نیز توسعه می‌دهند. فعالیت‌های خاص مرتبط با هر نوع بازی با گذر زمان و با پیشرفت انسان در طول عمر تغییر می کند. بازی به عنوان شکلی از یادگیری، می تواند به صورت انفرادی رخ دهد یا شامل تعامل با دیگران باشد.

### فرهنگ سازی
فرهنگ‌سازی فرآیندی است که طی آن ارزش‌ها و رفتارهای مناسب یا ضروری در فرهنگ اطراف خود را یاد می‌گیرند. والدین، بزرگ‌ترها و همسالان نقشی در شکل‌دهی به درک فرد از این ارزش‌ها ایفا می‌کنند. اگر فرهنگ سازی موفق باشد، نتیجه آن مهارت در زبان، ارزش‌ها و آداب و رسوم فرهنگ است. این با فرهنگ‌پذیری یا با مفهوم آکالچریشن (به انگلیسی: Acculturation) که مربوط به پذیرش ارزش‌ها و قوانین اجتماعی یک فرهنگ مختلف از فرهنگ مادری است، متفاوت است.
نمونه های متعددی از فرهنگ سازی را می توان در انواع فرهنگ‌ها یافت.  مطالعات برخی از مردم مازاهوا (به انگلیسی: Mazahua) نشان داده‌اند که مشارکت در تعاملات روزمره و فعالیت‌های یادگیری بعدی به فرهنگ‌سازی که ریشه در تجربه اجتماعی غیرکلامی دارد کمک می‌کند. وقتی بچه ها در فعالیت های روزمره شرکت می کردند، اهمیت فرهنگی این تعاملات را یاد گرفتند. رفتارهای مشارکتی و کمکی که توسط کودکان مکزیکی و اصلی‌تبار مکزیکی به نمایش گذاشته می شود، یک عمل فرهنگی است که به عنوان اکومدیدو (به انگلیسی: Acomedido) شناخته می شود. دختران چیلی‌هوانی (به انگلیسی: Chillihuani) در پرو خود را به‌عنوان‌ ‌‌همیشه در حال بافندگی توصیف کردند که پیروی از رفتاری است که سایر بزرگسالان از خود نشان می‌دادند.

### یادگیری واقعه‌ای یا اپیزودیک
یادگیری واقعه‌ای (به انگلیسی: Episodic learning) تغییری در رفتار است که در نتیجه یک رویداد رخ می دهد. به عنوان مثال، ترس از سگ که به دنبال گاز گرفته شدن توسط سگ ایجاد می شود، یادگیری اپیزودیک است.
یادگیری اپیزودیک به این دلیل نامگذاری شده است که وقایع در حافظه اپیزودیک که یکی از سه شکل یادگیری و بازیابی صریح، همراه با حافظه ادراکی (به انگلیسی: Perceptual memory) و حافظه معناشناختی (به انگلیسی: Semantic memory) است ثبت می شود.
حافظه اپیزودیک وقایع و تاریخی را به یاد می آورد که در تجربه گنجانده شده اند و این از حافظه معنایی متمایز می شود که تلاش می کند حقایق را از بافت تجربی آنها بیرون بکشد و یا به عبارتی دیگر، سازمان‌دهی بی‌زمان دانش است.
به عنوان مثال، اگر شخصی گرند کنیون (به انگلیسی: Grand Canyon) را از یک بازدید اخیر به یاد آورد، یک خاطره اپیزودیک است. او از حافظه معناشناختی برای پاسخ دادن به کسی که از او سؤال کند که گرند کنیون کجاست، استفاده می‌کند.
یک مطالعه نشان داد که انسان ها حتی بدون قصد عمدی برای به خاطر سپردن آن، در تشخیص حافظه اپیزودیک بسیار دقیق هستند. گفته می شود که این نشان دهنده ظرفیت ذخیره سازی بسیار بزرگ مغز برای چیزهایی است که مردم به آنها توجه می کنند.

### یادگیری چند رسانه ای
در یادگیری چندرسانه‌ای، فرد از تحریک‌های شنیداری و بصری برای یادگیری اطلاعات استفاده می‌کند (Mayer 2001). این نوع یادگیری بر اصل کدگذاری دوگانه (Paivio 1971) استوار است. به طور کلی، این نظریه بیان می‌کند که فرایندهای شناختی ما در اطلاعات را با استفاده از دو سیستم کدگذاری، یکی برای تصاویر بصری و دیگری برای واژگان زبانی، انجام می‌دهند. این دو نوع کدگذاری به صورت موازی و مستقل از یکدیگر عمل می‌کنند و می‌توانند باعث ایجاد حافظه بهتر و فهم عمیق‌تر از مطالب شود. یادگیری چندرسانه‌ای، با استفاده از ارائه‌های ترکیبی از محرک‌های بصری و شنیداری، قادر است بهبود مفهوم‌بندی، تفکر انتقادی و حل مسائل را تسهیل کند و نتایج یادگیری را بهبود بخشد.

### یادگیری حفظی
یادگیری حفظی یا حفظ مطالب به‌گونه‌ای است که دانش‌آموز می‌تواند آن اطلاعات را به‌دقت به یاد بیاورد و به‌همان شکلی که آن را خوانده یا شنیده است، بازخوانی کند. روش اصلی استفاده شده برای یادگیری حفظی، تکرار یادگیری است که بر اساس این ایده است که اگر اطلاعات به‌طور مکرر پردازش شوند، دانش‌آموز می‌تواند مطالب را به‌دقت (اما نه به معنی آن) به یاد بیاورد. یادگیری حفظی در زمینه‌های مختلفی از ریاضیات تا موسیقی و دین مورد استفاده قرار می‌گیرد. اگرچه توسط برخی از متخصصان آموزش مورد انتقاد قرار گرفته است، اما یادگیری حفظی پیش‌نیاز لازم برای یادگیری معنادار است.

### یادگیری معنادار
یادگیری معنادار( آزوبل)، مفهومی است که می‌گوید دانشی که یادگرفته شده است (مانند یک حقیقت) تا جایی که با دانش دیگر ارتباط برقرار می‌کند، به طور کامل درک شده است. به این منظور، یادگیری معنادار از یادگیری حفظ شده که اطلاعات بدون توجه به درک به دست می‌آید، متمایز است. از سوی دیگر، یادگیری معنادار نشان می‌دهد که دانش بیشماری در مورد زمینه مربوط به حقایق یادگرفته شده وجود دارد.

### یادگیری مبتنی بر شواهد
یادگیری مبتنی بر شواهد یا یادگیری مبتنی بر شواهد علمی، استفاده از شواهد حاصل از مطالعات علمی با طراحی مناسب است برای تسریع یادگیری. روش‌های یادگیری مبتنی بر شواهد مانند تکرار متناوب می‌توانند نرخ یادگیری دانش‌آموز را افزایش دهند.

### یادگیری رسمی
یادگیری رسمی یک روش آگاهانه برای کسب دانش است که در یک محیط معلم-دانش‌آموز، مانند سیستم مدرسه یا محیط کار اتفاق می‌افتد. اصطلاح یادگیری رسمی ارتباطی با فرمالیته یادگیری ندارد، بلکه به شیوه‌ای که راهبردها و سازمان‌دهی انجام می‌شود اشاره دارد. در یادگیری رسمی، دپارتمان‌ها یادگیری یا آموزشی اهداف و هدف‌های یادگیری را مشخص می‌کنند و اغلب دانش‌آموزان با دیپلم یا نوعی تایید رسمی مورد تشویق قرار می‌گیرند.

### یادگیری غیر رسمی
یادگیری غیررسمی یک نوع یادگیری سازمان‌یافته است که خارج از سیستم یادگیری رسمی اتفاق می‌افتد. به عبارت دیگر، این نوع یادگیری به صورت غیرسیستماتیک و غیررسمی برگزار می‌شود. به عنوان مثال، یادگیری از طریق گرد هم آمدن با افراد دارای علایق مشابه و تبادل نظر، در باشگاه‌ها، سازمان‌های جوانان (بین‌المللی) و کارگاه‌ها که افراد با علاقه‌ها و نگرش‌های مشابه به هم می‌پیوندند. از نقطه نظر برگزارکننده، یادگیری غیررسمی نیازی به هدف اصلی یا نتیجه‌یادگیری ندارد. اما از دیدگاه فرد یادگیرنده، این نوع یادگیری عمدتاً به فرصتی ارادی برای یادگیری منجر می‌شود، اگرچه هدف اصلی آن یادگیری نیست. به‌طور خلاصه، یادگیری غیررسمی به دور از محدودیت‌های هدف‌مند بودن، فرصت‌هایی را برای افراد فراهم می‌کند تا از طریق تعامل با دیگران با علاقه‌ها و نگرش‌های مشابه، یاد بگیرند.

### یادگیری غیررسمی و رویکردهای ترکیبی
سیستم آموزشی ممکن است از ترکیب روش‌های یادگیری رسمی، غیررسمی و غیرفرمال استفاده کند. سازمان ملل متحد و اتحادیه اروپا این اشکال مختلف یادگیری را به رسمیت می شناسند. در برخی مدارس، دانش‌آموزان می‌توانند در صورت انجام کار در مدارهای یادگیری غیررسمی، امتیازهایی کسب کنند که در سیستم یادگیری رسمی به حساب می‌آید. ممکن است به آن‌ها زمان داده شود تا به کارگاه‌های بین‌المللی و دوره‌های آموزشی جوانان کمک کنند، مشروط بر اینکه آماده‌ شوند، مشارکت کنند، به اشتراک بگذارند و بتوانند اثبات کنند که این فرصت بینش جدید و ارزشمندی را به ارمغان آورده است و به کسب مهارت‌های جدید کمک می‌کند و مکانی برای کسب تجربه در سازماندهی، تدریس و غیره فراهم می‌آورد.
برای یادگیری یک مهارت، مانند حل سریع مکعب روبیک، چندین عامل به طور همزمان وارد عمل می شوند: 
- خواندن دستورالعمل‌ها به بازیکن کمک می‌کند الگوهای حل مکعب روبیک را یاد بگیرد.
- تکرار کردن حرکات به صورت مکرر به ساخت "حافظه عضلانی" و سرعت کمک می‌کند.
- اندیشیدن به صورت انتقادی در مورد حرکات، به کشف مسیرهای مختصرتر کمک می‌کند که در تلاش‌های آتی سرعت را افزایش می‌دهد.
- مشاهده شش رنگ مکعب روبیک به حفظ راه‌حل‌ها در ذهن کمک می‌کند.
- مراجعه مجدد به مکعب روبیک به طور مداوم به حفظ مهارت کمک می‌کند.

### یادگیری مماسی
یادگیری مماسی فرآیندی است که در آن افراد در صورتی که موضوعی در زمینه‌ای که قبلاً از آن لذت می‌برند در معرض آنها قرار گیرد، خودآموزی می‌کنند. برای مثال، ممکن است پس از انجام یک بازی ویدیویی مبتنی بر موسیقی، برخی افراد انگیزه پیدا کنند که چگونه یک ساز واقعی را بیاموزند، یا پس از تماشای یک برنامه تلویزیونی که به فاوست و لاوکرافت اشاره دارد، ممکن است برخی افراد برای خواندن اثر اصلی الهام بگیرند. خودآموزی را می توان با سیستم سازی بهبود بخشید. به گفته متخصصان یادگیری طبیعی، آموزش یادگیری خود محور ابزاری مؤثر ثابت شده برای کمک به فراگیران مستقل در مراحل طبیعی یادگیری است.
جیمز پورتنو، نویسنده و طراح بازی Extra Credits اولین کسی بود که بازی‌ها را به عنوان مکانی بالقوه برای "یادگیری مماسی" پیشنهاد کرد. موزلیوس و همکاران. اشاره می‌کند که به نظر می‌رسد یکپارچه‌سازی درونی محتوای یادگیری یک عامل طراحی حیاتی است و بازی‌هایی که شامل ماژول‌هایی برای خودآموزی بیشتر هستند، نتایج خوبی ارائه می‌دهند. دایره‌المعارف‌های داخلی در بازی‌های Civilization به عنوان نمونه ارائه شده‌اند - با استفاده از این ماژول‌ها، گیمرها می‌توانند اطلاعات بیشتری در مورد رویدادهای تاریخی در گیم‌پلی به دست آورند. اهمیت قوانینی که ماژول‌های یادگیری و تجربه بازی را تنظیم می‌کنند توسط مورنو، سی،  در مطالعه موردی در مورد بازی موبایل Kiwaka مورد بحث قرار گرفته است. در این بازی که توسط Landka با همکاری ESA و ESO ساخته شده است، پیشرفت با محتوای آموزشی پاداش داده می‌شود، برخلاف بازی‌های آموزشی سنتی که در آن فعالیت‌های یادگیری با گیم‌پلی پاداش داده می‌شود.

### یادگیری دیالوژیک
یادگیری دیالوژیک نوعی یادگیری مبتنی بر گفتگو است.

### یادگیری اتفاقی
در یادگیری اتفاقی، یادگیری توسط معلم یا دانش‌آموز برنامه‌ریزی نمی‌شود، بلکه به عنوان نتیجه‌ای از فعالیتی دیگر اتفاق می‌افتد؛ مثلاً تجربه، مشاهده، خوداندیشی، تعامل، رویداد منحصربه‌فرد (مانند پاسخ به حوادث/تصادفات)، یا کار روتین معمول. این یادگیری به اضافه یا به طور مجزا از برنامه‌ها و انتظارات معلم و دانش‌آموز اتفاق می‌افتد. یک مثال از آموزش اتفاقی این است که معلم یک مجموعه قطار را بر روی یک کمد قرار می‌دهد. اگر کودک به سمت کمد اشاره کند یا به طرف آن برود، معلم دانش‌آموز را تشویق به گفتن "قطار" می‌کند. بعد از اینکه دانش‌آموز "قطار" را بگوید، به او اجازه‌ی دسترسی به مجموعه قطار می‌دهد.
در ادامه، چند مرحله که بیشترین استفاده از آنها در یادگیری اتفاقی وجود دارد، آمده است:
- در یادگیری اتفاقی، معلم اقدام به تنظیم محیط یادگیری می‌کند تا مواد لازم در دید دانش‌آموز باشد، اما در دسترس او نباشد؛ این کار بر تحریک دانش‌آموز برای جستجوی آن مواد تأثیر می‌گذارد.
- سپس معلم منتظر می‌ماند تا دانش‌آموز اقدام به شروع تعامل کند.
- در صورت نیاز، معلم دانش‌آموز را تشویق به پاسخ می‌کند.
- بر اساس پاسخ صحیح دانش‌آموز، معلم به او اجازه‌ی دسترسی به مورد/فعالیت مورد نظر می‌دهد.
- معلم در طی مدت زمان و آزمون‌های بعدی، فرآیند تشویق را به آرامی کاهش می‌دهد.

یادگیری اتفاقی رخدادی است که به طور کلی با استفاده از روش‌های سنتی اهداف آموزشی و ارزیابی نتایج مورد حسابرسی قرار نمی‌گیرد. این نوع یادگیری به عنوان نتیجه‌ای از تعامل اجتماعی و مشارکت فعال در دوره‌های آنلاین و حضوری رخ می‌دهد. تحقیقات نشان می‌دهد که برخی از جنبه‌های آموزش حضوری و آنلاین که ارتباط مستقیم با آموزش ندارند، برابری تحصیلی بین دو حالت را به چالش می‌کشند. دانشجویان حضوری سه برابر بیشتر از دانشجویان آنلاین در زمینه‌های اتفاقی یاد می‌گیرند. برای بررسی مفاهیم و پدیده‌های این یافته‌ها نیاز به تحقیقات بیشتری وجود دارد.

## اختلال یادگیری
اصطلاح اختلال یادگیری، از نیاز به تشخیص و خدمت به دانش آموزانی برخاسته‌است که به‌طور مداوم در کارهای درسی خود با شکست مواجه می‌شوند و در عین حال در چهارچوب سنی کودکان استثنایی نمی‌گنجند. ظاهری طبیعی دارند، رشد جسمی و قد و وزن‌شان حاکی از بهنجار بودن آنان است. هوش آنها کمابیش عادی است، به خوبی صحبت می‌کنند، مانند سایر کودکان بازی می‌کنند و مثل همسالان خود با سایرین ارتباط بر قرار می‌کنند. در خانه نیز، یاری‌های لازم را دارند و کارهایی را که والدین به آنان واگذار می‌کنند به خوبی انجام می‌دهند. لیکن توانایی لازم برای به جریان اندازی اطلاعات برای بیان کردن و به ویژه، نوشتن را ندارند. پس با توجه به مشخصات کلی این دانش‌آموزان، می‌توان آنها را در گروه جدیدی به نام دانش آموزان با اختلال یادگیری قرار داد و گفت این دانش آموزان در یک یا چند فرایند روانی که به درک کردن با استفاده از زبان شفاهی یا کتبی مربوط می‌شود، اختلال دارند که این اختلال می‌تواند به شکل عدم توانایی کامل در گوش کردن، صحبت کردن، خواندن، نوشتن، هجی کردن یا انجام محاسبات ریاضی ظاهر شود. این اصطلاح شرایطی چون معلولیت‌های ادراکی، آسیب دیدگی‌های مغزی، نقص جزئی در کار مغز، و نارسا خوانی را در بر می‌گیرد. این تعریف آن دسته از دانش آموزان را که به دلیل معلولیت‌های دیداری، شنیداری یا حرکتی، همچنین عقب ماندگی ذهنی یا محرومیت‌های محیطی، فرهنگی یا اقتصادی به مشکلات یادگیری دچار شده‌اند، شامل نمی‌شود.
ناتوانی‌های یادگیری با اصطلاح‌هایی چون خواندن جبرانی یا دیرآموزی مترادف نیست. این تعریف، به‌طور ویژه از کودکان و نوجوانانی یاد می‌کند که به شدت دچار ناتوانی‌های یادگیری به خصوصی هستند. دانش آموزان مبتلا به این مشکل نیازمند آموزش ویژه‌ای هستند که بنا بر نظر امز باید با تمرینهای مخصوص، غیرمعمول و با کیفیتی غیرعادی سر و کار داشته باشند. این امر جدا از شیوه‌های آموزشی و منظمی است که اکثر کودکان از آن استفاده می‌کنند. وظیفهٔ کارشناسان در این زمینه، این است که عهده‌دار جبران ناتوانی یادگیری به خصوص کودک به صورت آموزش انفرادی یا گروه‌های کوچک باشند.

## عوامل بروز اختلالات یادگیری
ثابت شده‌است که علل بروز ناتوانی‌های یادگیری نسبتاً مبهم است. برخی از مشکلات کنونی دربارهٔ مفهوم ناتوانی‌های یادگیری بازتابی است از
ناتوانی ما در اشارهٔ دقیق به علل بروز ناتوانی‌های یادگیری که شاهدش هستیم. روشن است که آگاهانه یا ناآگاهانه، مسئله علل بروز ناتوانی‌های یادگیری را به فراموشی و بی‌توجهی می‌سپاریم. بر حسب درک ما از ناتوانی‌های یادگیری و نگرش اولیه حرفه‌ای ما (پزشکی، روان‌شناسی، تعلیم و تربیتی) نسبت به ناتوانی‌های یادگیری ممکن است ما به علل خاصی توجه پیدا کنیم تا آن که به رابطهٔ علّیِ دشواری بپردازیم. اما تجربهٔ گذشته و عمل کنونی به ما ثابت می‌کند که ناتوانی‌های یادگیری مفهومی چند رشته‌ای است و پیوند میان کارشناسان رشته‌های گوناگون در این امر باید برقرار باشد.
الف) عوامل آموزشی
- تدریس ناکافی و ناصحیح به کودکان
- عدم فراگیری معلم از مهارت‌های لازم جهت تدریس درس‌های پایه در مدارس
- توقعات بیش از اندازه بالا یا بسیار پایین معلمان
- برنامه‌ریزی و طرح برنامهٔ آموزشی ضعیف
- عدم فعالیت‌های برانگیزنده
- تدریس عملی نادرست
- عدم آموزش مهارت‌های اجتماعی، یادگیری و حرکتی و جسمی و نپرداختن به یادگیری‌های زبان شفاهی
- استفاده نادرست از روش‌ها و مداد و برنامه درسی

ب) عوامل محیطی: عوامل محیطی بسیاری وجود دارد که می‌تواند به پیچیدگی ناتوانی‌های یادگیری بیفزاید و حتی شاید سبب‌ساز آن باشد.
- تغذیه، بهداشت، تندرستی: انگیزش ضعیف، توجه ناکافی و ضعف در انجام کار بر اثر گرسنگی و وجود رنگ‌ها و مزه‌های مصنوعی در غذاها طبق نظر فاین گولد روی تحرک بیش از حد کودک مؤثر است. سرماخوردگی مزمن، مشکلات تنفسی، آلرژی‌ها و … در ناتوانی یادگیری کودک مؤثر است. سقوط، آسیب دیدگی مغزی، ضربه وارد به سر و … در ناتوانی یادگیری مؤثر است.

- تحریک حسی: کودک در حال رشد، نیازمند درون دادهای حسی است تا دربارهٔ محیط و خود و هر دو بیاموزد؛ یعنی کودک به تجربه‌هایی نیاز دارد تا بیاموزد که چگونه بیاموزد.

- تحریک زبانی: زبان به واسطهٔ نقشش در تفکر و یادگیری سایر مهارتها در محیط زندگی کودک جایگاه ویژه‌ای دارد و ممکن است ناتوانی کودک از نبود مدل‌های درست در اوایل رشد وی سرچشمه گرفته باشد.

- رشد اجتماعی و عاطفی: بسیاری از کودکان مبتلا به ناتوانی یادگیری مضطرب، نامطمئن و بی‌اختیار و سرکش هستند که ممکن است این رفتارها با فقدان امنیت طبیعی، ثبات محبت و گرمی و پذیرش در منزل و محیط مدرسه پیوند داشته باشد.

ج) عوامل روانی: امکان دارد کودکان مبتلا به ناتوانی‌های یادگیری در عملکردهای روانی پایه چون ادراک، حافظه و شکل درون به مفاهیم اختلال داشته باشند.
د) عوامل فیزیولوژیکی: بسیاری از متخصصان بر این باورند که علل اساسی و عمده ناتوانی‌های یادگیری آسیب دیدگی مغزی، شدید یا جزئی و صدمه وارده به دستگاه عصبی و مرکزی است.
ه) عوامل ژنتیکی: شواهدی در دست است که نشان می‌دهد ناتوانی‌های یادگیری احتمالاً در برخی خانواده‌ها بیش از دیگران دیده می‌شود در واقع عوامل ژنتیکی در شمار وسیعی از ناتوانی‌های یادگیری نقش دارد.
و) عوامل بیوشیمیایی: اختلال‌های گوناگون متابولیکی در حکم عواملی هستند که موجب ناتوانی‌های یادگیری می‌شوند مثل هایپوگلیسمی، کم‌کاری تیروئید و …
ز) عوامل پیش، هنگام و بعد از تولد
ح) تأخیر رشد: بندر، دهریش، جانسکی، لانگ فود … اظهار می‌دارند که عدم ظهور علائم رشد برخی از کودکان مبتلا به ناتوانی یادگیری ممکن است از تأخیر رشد برخی اجزای دستگاه عصبی مرکزی سرچشمه گرفته باشد که این گونه کودکان پس از بزرگتر شدن بر این مشکلات غلبه می‌کنند.
ط) نقص جزئی در کار مغز: به نظر می‌آید هر گونه نتیجه‌گیری دربارهٔ حیاتی بودن آسیب دیدگی مغزی در کودکان مبتلا به ناتوانی یادگیری در بهترین شرایط فقط جنبه تجربی و آزمایشی دارد.
ی) تغذیه: بسیاری از والدین تصور می‌کنند با خوراندن حجم زیادی از مواد غذایی و خوراکی‌های چرب و شیرین به فراگیری فرزندان خود کمک می‌کنند، اما کارشناسان تغذیه معتقدند فراگیری مطالب درسی، نیازی به دریافت کالری بیشتر ندارد و این رویه علاوه بر مختل کردن یادگیری، منجر به بروز چاقی می‌شود.

## نظریه‌های یادگیری
- نظریه‌های کارکردگرایی
- نظریه‌های تداعی‌گرایی
- نظریه‌های شناختی
  - نظریه گشتالت
  - نظریه ژان پیاژه
- نظریه‌های نوروفیزیولوژیک
- نظریه‌های تکاملی